# Estação Langelier
A Estação Langelier é uma das estações do Metrô de Montreal, situada em Montreal, entre a Estação Cadillac e a Estação Radisson. Faz parte da Linha Verde.
Foi inaugurada em 06 de junho de 1976. Localiza-se no cruzamento da Rua Sherbrooke com o Boulevard Langelier. Atende o distrito de Mercier–Hochelaga-Maisonneuve.